# Short n' Sweet
《Short n' Sweet》는 미국 가수 사브리나 카펜터의 여섯 번째 정규 앨범으로, 2024년 8월 23일 아일랜드 레코드를 통해 발매되었다. 본작은 팝을 기반으로 컨트리, 포크, 디스코, 버블검, 록, 알앤비 등의 영향을 받았으며, 줄리언 부네타, 존 라이언, 이언 커크패트릭, 잭 안토노프가 프로듀싱을 맡았다. 앨범은 카펜터의 연애 경험과 2020년대 데이트 문화에 대한 그녀의 시각을 탐구한다. 앨범 제목은 그녀가 겪은 가장 짧은 연애 관계가 남긴 감정적 영향, 그리고 그녀의 작은 체구와 짧은 러닝타임을 의미한다. 카펜터는 《Short n' Sweet》를 자신의 두 번째 "어른스러운(big girl)" 앨범이라고 칭하며, 아일랜드 레코드에서 발표한 첫 앨범인 《Emails I Can't Send》(2022)부터 음악에 대한 완전한 창작적 통제권을 가졌다고 밝혔다.
《Short n' Sweet》는 발매에 앞서 두 개의 싱글 〈Espresso〉와 〈Please Please Please〉를 공개했다. 두 곡 모두 빌보드 글로벌 200 차트에서 1위를 차지하며 카펜터의 상업적 성공을 더욱 확장시켰다. 특히, 〈Espresso〉는 그녀의 첫 영국 싱글 차트 1위 곡이 되었으며, 〈Please Please Please〉는 미국 빌보드 핫 100에서 1위를 기록했다. 세 번째 싱글 〈Taste〉 또한 영국에서 1위를, 미국에서 2위를 기록하며 흥행을 이어갔다. 《Short n' Sweet》는 총 18개국에서 앨범 차트 정상에 올랐으며, 10개국에서 인증을 획득했다. 이후 네 번째 싱글로 〈Bed Chem〉이 발매되었다. 또한, 카펜터는 이를 지원하기 위해 2024년 9월부터 자신의 첫 번째 아레나 투어인 Short n' Sweet Tour를 시작했다.
앨범 발매 후 《Short n' Sweet》는 음악 평단으로부터 긍정적인 평가를 받았다. 가사의 자신감과 음악적 즐거움을 높이 평가받았으나, 일부에서는 송라이팅이 무난하고 도전적이지 않다는 비판도 있었다. 《Short n' Sweet》와 그 수록곡들은 제67회 그래미 어워드에서 올해의 앨범을 포함한 8개 부문 후보에 올랐으며, 최우수 팝 보컬 앨범(Best Pop Vocal Album)과 〈Espresso〉로 최우수 팝 솔로 퍼포먼스(Best Pop Solo Performance) 부문을 수상했다. 특히, 카펜터는 단일 시상식에서 그래미 주요 4개 부문(General Field) 모두에 후보로 오른 역사상 15번째 아티스트가 되었다. 수상의 감사의 의미로, 카펜터는 2025년 2월 14일에 다섯 개의 보너스 트랙이 포함된 앨범의 디럭스 에디션을 발매했다. 여기에 돌리 파튼과의 듀엣 버전 〈Please Please Please〉가 추가되었다. 또한, 웹스토어 한정 디지털 다운로드 트랙이었던 〈Busy Woman〉이 2025년 3월 7일 디럭스 에디션의 리드 싱글로 발매되었다.

## 배경
2022년, 사브리나 카펜터는 아일랜드 레코드와 계약한 후 다섯 번째 정규 앨범 《Emails I Can't Send》를 발매했다. 이 앨범은 상업적으로 중간 정도의 성공을 거두었으며, 디럭스 에디션 싱글 〈Feather〉가 미국 팝 에어플레이 차트 1위를 기록하며 당시 그녀의 빌보드 핫 100 최고 순위 곡이 되었다.
앨범을 홍보하기 위해 카펜터는 2022년 9월 29일부터 Emails I Can't Send Tour를 시작했다. 또한, 2023년 8월 24일부터 2024년 3월 9일까지 테일러 스위프트의 The Eras Tour 남아메리카, 오스트레일리아, 아시아 일부 일정에서 오프닝 공연을 맡았다. 2024년 1월에는 같은 해 코첼라 밸리 뮤직 & 아트 페스티벌에서 공연할 아티스트로 발표되었다.
2024년 2월, 《인터뷰》와의 대화에서 카펜터는 자신의 새로운 음악에 대한 기대감을 표하며, 지난 앨범과 마찬가지로 여러 장르를 탐색할 것이라고 밝혔다. 다음 달 Cosmopolitan과의 인터뷰에서는 차기 앨범을 작업 중이라고 공식적으로 발표하며, "(The Eras Tour에서) 부르고 있는 곡들이 점점 나에게 맞지 않는다고 느껴지기 시작했다. 이건 언제나 신나는 기분이다. 다음 챕터가 곧 다가오고 있다는 의미라고 생각한다"라고 언급했다.
그해 8월, 《버라이어티》와의 인터뷰에서 카펜터는 새 앨범을 《Emails I Can't Send》의 "핫한 언니"라고 묘사하며, 자신이 "완전한 창작적 통제권을 가졌다"는 점에서 두 번째 "어른이 된" 앨범으로 볼 수 있을 것 같다고 말했다.

## 발매 및 프로모션
공식 발표에 앞서, 뉴욕시 곳곳에 사브리나 카펜터의 키와 관련된 트윗이 적힌 광고판이 설치되었다. 이후 그녀는 화면을 향해 걸어와 입을 맞추는 영상으로 향후 발표를 예고했다. 2024년 6월 3일, 카펜터는 정규 앨범 《Short n' Sweet》의 발매를 공식 확인하며 커버 아트를 공개했다. 7월 9일에는 트랙리스트를 발표했으며, 8월 23일 정식으로 발매되었다. 일부 한정판 바이닐 및 디지털 다운로드 버전에는 보너스 트랙 〈Needless to Say〉가 수록되었다. 8월 29일에는 《Short n' Sweet(er)》라는 제목의 또 다른 한정 디지털 다운로드 버전이 발매되었으며, 이는 오리지널 앨범이 완성된 후 카펜터가 작업한 〈Busy Woman〉을 추가한 버전이었다. 카펜터는 이 곡을 팬들에게 보내는 "감사의 표시"라고 설명했다.
2025년 2월 4일, 카펜터는 《Short n' Sweet》의 디럭스 에디션 발매를 발표하며 트랙리스트를 공개했다. 그녀는 이를 "커리어 최초의 그래미 수상을 기념하는 감사의 의미"라고 밝혔다. 디럭스 에디션에는 〈Busy Woman〉을 포함한 다섯 개의 신곡과 돌리 파튼이 피처링한 〈Please Please Please〉의 리믹스 버전이 추가되었으며, 2월 14일 발매되었다.